# Adenarake
Adenarake é um género botânico pertencente à família Ochnaceae.

## Espécies
Apresenta somente duas espécies:
- Adenarake macrocarpa
- Adenarake muriculata